# Paul Rubin
Paul Harold Rubin (* 9. August 1942 in Boston; † 30. August 2024) war ein US-amerikanischer Ökonom. Er war Professor für Wirtschaftswissenschaften an der Emory University in Atlanta.

## Leben
Rubin studierte zunächst an der University of Cincinnati (B.A. 1963) und promovierte 1970 an der Purdue University über das Thema A Theoretical Model of the Diversification Decision of the Firm. Von 1968 bis 1982 war er Professor an der University of Georgia. Von 1982 bis 1983 war er Professor am Baruch College, danach lehrte er an der George Washington University. Seit 1991 war er Professor an der Emory University.
Neben seinen akademischen Tätigkeiten war Rubin in den 1980er Jahren Mitglied des Council of Economic Advisers, arbeitete für die Federal Trade Commission, die Consumer Product Safety Commission sowie Glassman-Oliver Economic Consultants.

## Arbeit
Rubins primäres Forschungsfeld war die Ökonomische Analyse des Rechts. Unter anderem veröffentlichte er zur Todesstrafe und der Bill of Rights. 2002 erschien sein Buch Darwinian Politics: The Evolutionary Origin of Freedom, eine Analyse der Evolution politischen und ökonomischen Verhaltens. Rubin schrieb auch für Zeitungen wie das Wall Street Journal.

## Schriften
- Darwinian Politics: The Evolutionary Origin of Freedom. Rutgers University Press, 2002. ISBN 0-8135-3095-4.
- Privacy and the Commercial Use of Personal Information. Springer, 2001. ISBN 0-7923-7581-5.